# Giáo hạt tòng nhân
Giáo hạt tòng nhân (tiếng Latinh: Ordinariatus Personalis) là một tổ chức mô phỏng theo hình thức cấp giáo phận được thiết lập theo giáo luật để chăm sóc đời sống tinh thần cho giáo dân, đứng đầu là một giám mục hay linh mục được chỉ định bởi Giáo hoàng.
Giáo hạt tòng nhân không lệ thuộc về mặt địa lý (tòng thổ) nhưng lệ thuộc vào con người (như những người cùng một văn hoá, tiếng nói, phong tục, v.v...)
Hình thức giáo hạt tòng nhân đã được thiết lập trong Giáo hội Công giáo Rôma ở Argentina, Úc và Brazil. Trong quân đội ở một số nước, hình thức giáo hạt tòng nhân dành cho tất cả quân nhân Công giáo trong một quốc gia, bất kể họ đóng quân trong hay ngoài nước, đều thuộc về giáo hạt đó.
Giáo hạt tòng nhân cho tín hữu Anh giáo về với giáo hội Công giáo Roma được Giáo hoàng Biển Đức XVI cho phép thiết lập dưới sự kiểm soát của Thánh Bộ tín lý với sự tham khảo ý kiến của Hội đồng Giám mục địa phương. Giáo hạt bao gồm tu sĩ nam nữ, giáo dân. Giáo hạt dạng này được phép tiếp tục duy trì một số những nghi thức phụng vụ và những lời nguyện thờ phượng theo truyền thống Anh giáo, nhưng tất cả những nghi thức và sách nguyện này phải được Toà Thánh chuẩn nhận. Đứng đầu giáo hạt có thể là một giám mục, linh mục, hay giáo dân, nhưng thường là những linh mục Anh giáo nay trở lại Công giáo. Ban lãnh đạo giáo hạt thường có sáu linh mục, cũng có hội đồng linh mục và ban cố vấn như hình thức của giáo phận. Giáo hạt có thể tham khảo với giáo phận địa phương để xin phép Toà Thánh thiết lập những giáo xứ tòng nhân cho người trong giáo hạt.
Cứ năm năm một lần, người đứng đầu giáo hạt phải đi Roma để triều yết giáo hoàng giống như những giám mục Công giáo, và phải báo cáo về tình hình giáo hạt với Bộ Thánh tín lý, Bộ Giám mục và Bộ Truyền bá tin mừng của Toà Thánh."